# Xiphocentron aureum
Xiphocentron aureum är en nattsländeart som beskrevs av Oliver S. Flint Jr. 1967. Xiphocentron aureum ingår i släktet Xiphocentron och familjen Xiphocentronidae. Inga underarter finns listade i Catalogue of Life.